# 田原健一
田原 健一（たはら けんいち、1969年9月24日 - ）は、日本のギタリスト。ロックバンドMr.Childrenでギターを担当。

## 人物
- 福岡県で生まれ、何度か転校を繰り返し、東京都中野区へ転住した。
- 中学までは野球部に在籍していた。バンド活動が盛んな中学であり、友人達が学園祭でバンド演奏をしているのに触発されて、自分も出来るのではと思い立ち、音楽の道を考え出した。そして中学卒業の頃に初めてギターを購入した。高校入学直後はしばらく野球部に在籍していたが、クラスメイトである桜井和寿が学校にギターを持ってきていたことがきっかけで、桜井と仲良くなり、次第に音楽への想いが増していった[1]。野球と音楽とのどちらの道に進むか悩んだ末、入学1か月後に桜井に「バットをギターに持ち替えろ!」と誘われ[2]、野球部を辞めて軽音楽部に入部した。
- 非常に無口で、インタビュー記事での彼の発言は、極端に短かったり、少なかったり、「…」だけだったり、ということが多い。ライブ中でもMCをほぼ行わない。稲葉浩志との対談の中で桜井が明かしたことによると、ライブのメンバー紹介で桜井を紹介するためのわずか1行の定型MCですらメモに原稿を書いてアンプの後ろに置いていたといい、それだけ話すのが苦手なのだろうとしている。しかし名波浩によると、以前に田原と一緒に食事に行った際、ライブツアーの話になると素っ気無い反応だったのが、レストランから出される食事や飲んでいた酒の説明になると、物凄いテンションで喋っていたという[3]。
- 元々は中学生の頃バンドを組む際、田原がベースを担当する予定だったが田原自身はギターをやりたかったらしくMr.Childrenのベーシスト中川敬輔と楽器パートを交代する形になった
- 近年では、2015年や2017年のライブでドラムの鈴木から紹介された際に、同じく寡黙な中川とともに軽く挨拶をしている。2018年10月4日に放送された「アメトーーク!」では中川とともに「鈴木がどれだけMCでふざけようと動じない人」と紹介された。
- 月刊カドカワ1995年6月号より連載「夜の散歩をしないかね」がスタート（1997年6月で終了）。
- 2001年10月9日、桜井和寿・小林武史と共に一夜限りのユニット「Acid Test」として「Dream Power ジョン・レノン スーパー・ライヴ」に出演した。Mr.Children以外のバンドに参加したのはこの日のみである。
- 未発表カバー曲「花はどこへ行った」の日本語訳を担当したが、直訳ではないためCD化は実現しなかった。しかし、5thシングル『innocent world』のプロモーションカセットには収録されている。
- Mr.Childrenのメンバー・スタッフらで構成された野球チーム「ジミケン」の監督を務めている。「ジミケン」というチーム名の由来は、田原が地味であること、そして下の名前が「健一」であることに由来しているという。また、ジミ・ヘンドリックスの愛称「ジミヘン」もかかっている。
- 「友達のままで」でピアニカ、「ありふれたLove Story 〜男女問題はいつも面倒だ〜」と「跳べ」でマンドリン、「Mirror」でグロッケン、「ヒカリノアトリエ」でギタレレと、ギター以外の楽器も演奏している。スライドバーをよく使い、スライドギター奏法を行う。
- 「innocent world」のイントロのメロディーは彼の提案によるものである[4]。
- 亀田誠治は雑誌のインタビューで、田原はギター・ソロを主とせず、フィル・インやコードワークで楽曲に貢献する最高のバッキング・ギタリストであると評価している。
- 2015年公開のLIVE FILM『Mr.Children REFLECTION』、2015年発売アルバム『REFLECTION』、ツアー『Hall Tour 2016 虹』[注釈 1]のタイトルの名付け親である。
- 2020年発売のアルバム『SOUNDTRACKS』における海外レコーディングや、2021年よりファンクラブサイト内で開始されたラジオ番組を最初に提案するなど、田原の発案による試みが近年多く行われている。また、近年のツアーのセットリストは主に田原の考案が多いという。
- ライブ中、曲の音色に合わせて頻繁に使用ギターを持ち替える傾向にある。最近の20〜25曲を披露するライブであれば、15本程度のギターを使用することが多い。実際に、『Tour 2018-19 重力と呼吸』では1曲目から8曲目までに8回連続で異なるギターを使用した。また、『Mr.Children 30th Anniversary Tour 半世紀へのエントランス』東京ドーム公演（5/10,11）では全曲ギターを持ち替えて演奏していた。
- ギブソン・SGは「fanfare」、ギブソン・ファイヤーバードは「幻聴」、フェンダー・ジャズマスターは「フェイク」と「ポケットカスタネット」といった風に、ほぼその曲専用機として扱われるギターも少なくない。
- 川崎フロンターレのサポーターである。
- 既婚

## 使用ギター

### エレキギター
- Epiphone Casino Cherry Sunburst
- Epiphone Casino Vintage Sunburst
- ESP Telecaster Type 3Tone Sunburst
- Fender Broadcaster Blonde
- Fender Jazzmaster 3Tone Sunburst
- Fender Stratocaster Desert sand
- Fender Stratocaster Ice Blue
- Fender Stratocaster Lake Placid Blue
- Fender Stratocaster White
- Fender Stratocaster White Blonde
- Fender Telecaster Lake Placid Blue
- Freedom Custom Guitar Research  BROWN PEPPER
- G&L Asat Classic III Sunburst
- Gibson Chet Atkins Country Gentleman Wine Red
- Gibson ES-330 Vintage Sunburst
- Gibson ES-335 Cherry
- Gibson ES-335 Vintage Sunburst
- Gibson ES-345 Natural
- Gibson ES-355 Ebony
- Gibson ES-355 Polaris White
- Gibson FirebirdⅢ Vintage Sunburst
- Gibson Les Paul Custom Black
- Gibson Les Paul Standard Cherry Sunburst
- Gibson Les Paul Standard Translucent Amber

- Gibson SG Cherry Red (「fanfare」専用機。 「REM」のMusic Videoでのみ使用。）

- Giffin Standard HB Cherry Sunburst
- Gretsch 6122 Country Gentleman Brown
- Guitars･R･US TELY TYPE Ice Blue
- Guitars･R･US TELY TYPE 3Tone Sunburst
- Guitars･R･US TL Thinline Type Black
- Nashguitars S67 Black
- Nashguitars T2HB Les Paul Gold
- Nashguitars T72TL Black
- Navigator ES-335 Type Cherry
- Navigator Les Paul Type Cherry Sunburst
- Rickenbacker 331 LIGHT SHOW Jetglo
- Rickenbacker 360/12 V64f Fireglo
- Rickenbacker 620 Fireglo
- Sadowsky Jim Hall Model Vintage Amber
- Seymour Duncan DS-215 Vintage White
- SHINOS Telecaster Sonic Blue (「HANABI」専用機。「ロードムービー」（「Mr.Children DOME TOUR 2009 〜SUPERMARKET FANTASY〜 IN TOKYO DOME」）でも使用された。）

### アコースティックギター
- KoAloha KTM-D6
- K.Yairi KYF-2E
- Martin 00-28 Custom
- YAMAHA CPX700II-12

### アンプ
- Peavey classic 50/410
- Matchless-ES412-Cabinet-412
- Vox AC30 6TB (Black & Tan)
- Fender Pro Reverb
- Fender 57 Twin Reverb
- Marshall 1962 BluesBreaker
- Marshall 1957 or JTM45
- Dr.Z Mazerati
- Bedrock BC50
- Mesa Boogie コンボアンプ
- Bogner metropolis
- Divided by 13
- Fender supersonic 100 head